# Lazony
Lazony (szlovákul: Ložín) község Szlovákiában, a Kassai kerület Nagymihályi járásában.

## Fekvése
Nagymihálytól 13 km-re délnyugatra, az Ondava mellett fekszik.

## Története
1227-ben említik először. A 14. században, 1326-ban és 1349-ben két faluként: Kis- és Nagylazony néven említik. Temploma 1332-ben már állt, Keresztelő Szent János tiszteletére volt szentelve. A Monoky család a 14. században, a harcokban a királynak tett szolgálataiért adományként kapta a falut. 1590-ben a települést pusztaként említik. A falu a reformáció elterjedésekor református többségű lett, így a templom is az övék lett. 1728-ban a katolikusok visszakapták, Szent Péter és Pál apostolok tiszteletére szentelték fel. A  17. század közepén a Monokyak mellett az Izsépy és Cseley család is birtokos lett a településen. 1715-ben a faluban 10 lakott és 17 lakatlan ház állt. A 18. században a Szirmayak és az Andrássyak szereznek birtokot a faluban, melyet 1927-ig megtartanak.
A 18. század végén Vályi András így ír róla: „LAZONY. Tót falu Zemplén Várm. földes Ura Szirmai Uraság, lakosai külömbfélék, fekszik Bánóczhoz, és Berettyóhoz is 1/4 mértföldnyire, búzát, gabonát, zabot, árpát, és tengerit terem, erdejek, szőlejek nints, száraz esztendőben víz nélkűl szűkölködik, piatzok N. Mihályon, és helyben is.”
Fényes Elek 1851-ben kiadott geográfiai szótárában így ír a faluról: „Lazony, tót-orosz falu, Zemplén vmegyében, Vásárhely fil. 235 római, 200 g. kath., 9 evang., 104 ref., 12 zsidó lak. Kath. fil. szentegyház. Szép kastély és kert. 630 h. szántóföld. Jó rétek. F. u. Szirmay. Ut. p. N. Mihály.”
1869-ben 765 lakosa volt. Borovszky Samu monográfiasorozatának Zemplén vármegyét tárgyaló része szerint: „Lazony, tót kisközség 156 házzal és 789, nagyobbára gör. kath. vallású lakossal. Postája, távírója és vasúti állomása Bánócz. Első birtokosául Tholdi Bothond fia Pétert ismerjük. 1324-ben I. Károly Monaky Istvánnak adományozza. 1400-ban az Isépi családot iktatják némely részeibe s 1405-ben az Isépi, Cseley és Dobi családok a földesurai. 1407-ben Kis-Lazony aliter Nagy és Kis-Kisa részeiben Kamonya Lőrinczet iktatják, 1414-ben Leszteméri Imrét, 1484-ben pedig Bajnai Both Istvánt. 1435-ben Lazonynak a Dobi és a Monaky családok a földesurai. Kislazonynak vagy Lazonkának birtokosai: 1479-ben a Csebiek, 1480-ban Rákóczi Gáspár és Menyhért, 1498-ban Ujfalussi János s 1590-ben Bánóczy Simon. Ez időben Kislazony már puszta. Az 1598-iki összeírás Lazony birtokosainak Monaky Pétert és Monaky János özvegyét ismeri. 1643-ban Monaky Anna révén az Andrássyakra szállott, azután a Szirmayak lettek az urai, de a Kovásznayaknak is volt benne részük. Szirmay Pál itt csinos kastély építtetett, melynek azonban ma már más rendeltetése van. Most gróf Andrássy Dénesnek és Gézának van itt nagyobb birtoka. A község 1864-ben teljesen leégett. A római kath. templom XV. századbeli építmény, de már gyakran átalakították. E templomban van a Monakyak sirboltja.”
1920-ig Zemplén vármegye Nagymihályi járásához tartozott.

## Népessége
| Év:            | 1994. | 2004.   | 2014.   | 2024.   |
| -------------- | ----- | ------- | ------- | ------- |
| Emberek száma: | 766   | 817     | 807     | 833     |
| Eltérés:       |       | +6,65 % | -1,22 % | +3,22 % |

| Év:            | 2023. | 2024.   |
| -------------- | ----- | ------- |
| Emberek száma: | 838   | 833     |
| Eltérés:       |       | -0,59 % |

1910-ben 775, túlnyomórészt szlovák anyanyelvű lakosa volt.
2001-ben 792 lakosából 768 szlovák volt.
2011-ben 812 lakosából 710 szlovák volt.

## Nevezetességei
- Középkori eredetű római katolikus templom. A 15. században gótikus stílusban építették át, majd 1728-ban barokkizálták. Tornyát 1896-ban építették. A templomban két reneszánsz sírkő található, mindkettő a Monoky családé, az 1590-ben elhunyt Péteré és testvéréé.